# Gare de Piennes
La gare de Piennes est une ancienne gare ferroviaire française de la ligne de Baroncourt à Audun-le-Roman située à Piennes, commune du département de Meurthe-et-Moselle, en région Grand Est.

## Situation ferroviaire
Établie à 306 m d'altitude, la gare de Piennes était située au point kilométrique (PK) 8,809 de la ligne de Baroncourt à Audun-le-Roman entre les gares de Joudreville et Landres.

## Histoire
La ligne de Baroncourt à Audun-le-Roman est concédée à titre éventuel à la Compagnie des chemins de fer de l'Est par une convention signée le 15 mai 1899 entre le ministre des Travaux publics et la compagnie ; elle approuvée par une loi le 12 avril 1900 et déclarée d'utilité publique par la loi du 27 juin 1903 qui la concède à la Compagnie de l'Est.
La section, à voie unique, de Baroncourt à Piennes est mise en service le 25 janvier 1907. La section de Piennes à Audun-le-Roman entre en fonction le 1er décembre. Desservant les mines de fer voisines, cette ligne et celle venant de Briey et Conflant, sont prolongées d'Audun-le-Roman à Villerupt-Micheville où se trouvent plusieurs forges et hauts-fourneaux produisent du fer et de l'acier. Les trains de voyageurs cessent de desservir la ligne le 15 mai 1939.
L'intensité du trafic après la Seconde Guerre mondiale et la présence de sections difficiles motivent l'électrification de ces deux lignes en 1955-1956. Les lignes principales desservant Baroncourt et Audun-le-Roman sont également concernées. La fermeture des mines et des hauts fourneaux entraîne l'abandon de la ligne qui ferme aux marchandises en 1991. L'infrastructure, notamment les poteaux de caténaire, sont néanmoins conservés par Réseau Ferré de France afin d'alimenter en électricité les lignes ferroviaires avoisinantes.

## Patrimoine ferroviaire
Le bâtiment voyageurs (BV) sert d'habitation. Appartenant à une famille de gares créées en 1903 par Paul-Adrien Gouny pour les Chemins de fer de l'Est et érigées massivement sur les lignes de Baroncourt - Audun et Conflans - Villerupt, il emploie néanmoins une disposition différente des autres gares et haltes de ces deux lignes.
La disposition du corps de logis contenant l'appartement de fonction du chef de gare et de sa famille est le même que celui des gares de Landres, Mancieulles - Bettainvillers et Tiercelet - Villers-la-Montagne, avec des demi-croupes (ou pans retroussés) aux pignons, mais l'aile basse servant notamment à l'accueil des voyageurs est sensiblement différente. Alors que Landres et Mancieulles ont une aile de cinq travées, cinq grandes portes côté quai et trois côté rue encadrées par deux groupes de petites fenêtres, et un pignon transversal coiffé d'une demi-croupe de toiture, Piennes emploie le même arrangement dans la disposition des portes et fenêtres mais elles sont plus petites, à l'image des extensions de haltes de Tucquegnieux et Bouligny, entourées de matériaux moins nobles. En outre, le mur-pignon de l'aile n'a jamais eu de demi-croupe ; il est à noter que Landres et Mancieulles avaient originellement une aile de trois grandes travées, rapidement agrandie. À une date inconnue, les pignons du corps de logis sont transformés et perdent leurs demi-croupes, à l'instar du BV de Landres, incendié pendant la guerre. Son aspect préfigure fortement l'un des plans type « Reconstruction » de la Compagnie de l'Est pour remplacer les gares détruites au cours de la Première Guerre mondiale.